# Sergio Bernal
Sergio Arturo Bernal Hernández (Città del Messico, 9 febbraio 1970) è un ex calciatore messicano, di ruolo portiere.

## Palmarès

### Club

#### Competizioni internazionali
- CONCACAF Champions' Cup: 1

Pumas UNAM: 1989